# セッラストレッタ
セッラストレッタ（イタリア語: Serrastretta）は、イタリア共和国カラブリア州カタンザーロ県にある、人口約3,100人の基礎自治体（コムーネ）。

## 地理

### 位置・広がり

#### 隣接コムーネ
隣接するコムーネは以下の通り。
- アマート
- デコッラトゥーラ
- フェロレート・アンティーコ
- ラメーツィア・テルメ
- ミリエリーナ
- ピアノーポリ
- プラタニーア
- サン・ピエトロ・アポストロ

## 行政

### 分離集落
セッラストレッタには、以下の分離集落（フラツィオーネ）がある。
- Accaria, Accaria Rosario, Angoli, Belvedere, Catena, Crichi Soprano, Cancello, Forestella, Mancini, Migliuso, Nocelle, Palmatico, Polidonti, Salice, Scarpelli, Serre, San Michele, Soverito, Viterale, Quinzi